# Ruta Estatal d'Oklahoma 39
La Ruta Estatal d'Oklahoma 39 (o SH-39) és una autopista estatal a l'estat d'Oklahoma, als Estats Units. Té una extensió total de 110 quilòmetres (68 milles) i recorre la part central de l'estat en sentit est-oest. L'autopista comença a la comunitat de Tabler, a l'est de Chickasha, i acaba a l'est de Konawa. La SH-39 travessa els comtats de Grady, McClain, Cleveland, Pottawatomie i Seminole.
La SH-39 va ser construïda l'any 1923, però no va ser afegida al sistema estatal d'autopistes fins a 1936. Originalment, estava pensada per a connectar Tabler amb Purcell, però posteriorment va ser ampliada cap a l'est fins a arribar a Konawa.